# قوچ‌احمد
قوچ‌احمد یکی از روستاهای استان آذربایجان شرقی است که در دهستان چاراویماق جنوب شرقی بخش شادیان شهرستان چاراویماق واقع شده‌است.این روستا ۱۸۳ نفر جمعیت دارد.